# 2018 у телебаченні
Список 2018 у телебаченні описує події у сфері телебачення, що відбулися 2018 року.

## Події

### Січень
- 1 січня
  - Ребрендинг телеканалу «Shopping TV» в «Наталі»[1].
  - Перехід суспільного цифрової версії телеканалу «UA: Перший Digital» до цілодобового формату мовлення.
  - Припинення мовлення новгород-сіверського регіонального державного телеканалу «ТС»[2].
  - Початок мовлення чернігівського регіонального державного телеканалу «Сівер-Центр» у Шостці у стандарті DVB-T2[2].
  - Припинення супутникового мовлення спортивного телеканалу «MostVideo TV».
- 15 січня — Початок супутникового мовлення суспільного регіонального телеканалу «UA: Донбас» замість «ДоТБ» та «ЛОТ»[3].
- 18 січня — Створення «Української телевізійної асоціації», до якої увійшли українські нішеві телеканали «112 Україна», «Еспресо TV», «NewsOne», «Прямий», «EU Music», «XSPORT», «Сонце», «ATR»[4].
- 22 січня — Початок мовлення нового регіонального телеканалу «Донеччина TV».
- 24 січня — Перехід суспільної ТРК «Житомир» до мовлення у широкоекранному форматі зображення 16:9[5].
- Зміна логотипу телеканалу «Ескулап TV».
- Початок мовлення нового телеканалу «Sport 2 Baltic».

### Лютий
- 2 лютого — Відновлення мовлення телеканалу «ТАК-TV» в Первомайську у стандарті DVB-T2[6].
- 16 лютого — ТРК «Карпати» і «РТБ» отримали логотипи «UA: Карпати» та «UA: Рівне»[7].
- 20 лютого — Початок аналогового мовлення регіонального телеканалу «Ексклюзив» на 41 ТВК у Хмельницькому[8].
- Відновлення мовлення телеканалу «Вікка» в Умані у стандарті DVB-T2[9].

### Березень
- 1 березня — Зміна графічного оформлення телеканалу «ПлюсПлюс».
- 16 березня — Перехід волинського регіонального телеканалу «Аверс» до мовлення у широкоекранному форматі зображення 16:9 та стандарті високої чіткості (HD).
- 19 березня — Збільшення кількості випусків новин та зміна графічного оформлення телеканалу «НТН»[10].
- 26 березня
  - Перехід «8 каналу» до мовлення у широкоекранному форматі зображення 16:9 та початок мовлення у форматі високої чіткості (HD).
  - Ребрендинг телеканалу «RTI» в інформаційний «4 канал»[11].

### Квітень
- 1 квітня — Перехід телеканалу «Малятко TV» до мовлення у широкоекранному форматі зображення 16:9.
- 2 квітня — Ребрендинг суспільних телеканалів ТРК «Карпати» і «РТБ» та зміна логотипів на «UA: Карпати» і «UA: Рівне»[12][13].
- 3 квітня — Початок аналогового мовлення регіонального державного телеканалу «UA: Донбас» на 39 ТВК в Білолуцьку і на 23 ТВК в Троїцькому[14][15].
- 12 квітня — Ребрендинг суспільних телеканалів «ДоТБ» і «ЛОТ» та зміна логотипу на «UA: Донбас»[13].
- 16 квітня — Перехід суспільного телеканалу «Запоріжжя» до мовлення у широкоекранному форматі зображення 16:9[5].
- 27 квітня — Запуск Концерном РРТ локального цифрового мультиплексу в Одесі, де мовлять 8 телеканалів: «GTV», «А1», «Південна Хвиля», «Думська.TV», «Olvia», «Перший міський», «Одеса 1» і «ПлюсПлюс»[16].

### Травень
- 7 травня — Перехід телеканалу «Перший автомобільний» до мовлення у широкоекранному форматі зображення 16:9.
- 8, 10, 12 травня — у Лісабоні (Португалія) відбувся перший за історію країни Пісенний Конкурс Євробачення, який вперше транслювали одразу два українські телеканали — «UA: Перший» (коментували Тімур Мірошниченко (всі ефіри) та Alyosha (у першому півфіналі), Марія Яремчук (у другому півфіналі) та Jamala (у фіналі) та СТБ (коментував Сергій Притула)[17][18][19].
- 9 травня — Перехід телеканалів «Наталі» та «Караван TV» до мовлення у широкоекранному форматі зображення 16:9.
- 18 травня — ТРК «Сівер» і ТРК «Львів» отримали логотипи «UA: Чернігів» та «UA: Львів»[20].
- 29 травня — Початок мовлення нового музичного телеканалу «UA Music»[21].

### Червень
- 1 червня
  - Припинення супутникового мовлення охтирського регіонального телеканалу «Пульсар»[22].
  - Відновлення аналогового мовлення телеканалу «ТЕТ» на 35 ТВК в Покровську[23].
  - Відновлення аналогового мовлення телеканалу «ТЕТ» замість телеканалу «UA: Донбас» на 24 ТВК в Світлодарську[24].
- 6 червня — ТРК «Житомир» і «ОТБ» отримали логотипи «UA: Житомир» та «UA: Харків»[25].
- 28 червня — Ребрендинг телеканалу «Горизонт TV» у «Сварожичи».

### Липень
- 2 липня — Перехід суспільного телеканалу «Кіровоград» до мовлення у широкоекранному форматі зображення 16:9[26].
- 4 липня — ТРК «Вінтера» отримала логотип «UA: Вінниця»[27].
- 15 липня — Зміна логотипу і графічного оформлення та перехід «Нового каналу» до мовлення у широкоекранному форматі зображення 16:9 з нагоди його 20-річчя[28].
- 16 липня
  - Ребрендинг суспільних телеканалів ТРК «Львів», ТРК «Сівер», «ОТБ» і ТРК «Житомир» та зміна логотипу на «UA: Львів», «UA: Чернігів», «UA: Харків» та «UA: Житомир»[29][30].
  - Перехід закарпатського суспільного телеканалу «Тиса-1» до мовлення у широкоекранному форматі зображення 16:9[31].
- 17 липня — Перехід черкаського суспільного телеканалу «Рось» до мовлення у широкоекранному форматі зображення 16:9[32][26].
- 28 липня — Перехід телеканалу «Прямий» до мовлення у форматі високої чіткості (HD)[33].

### Серпень
- 1 серпня
  - Перехід телеканалу «Сонце» до мовлення у широкоекранному форматі зображення 16:9[34].
  - Вимкнення Концерном РРТ аналогового телебачення в Києві та Кіровоградській області.
- 6 серпня
  - Перехід суспільного телеканалу «UA: Львів» до мовлення у широкоекранному форматі зображення 16:9[35].
  - Ребрендинг київського телеканалу «100+» у «Перший київський»[36].
  - Початок мовлення телеканалу «ПлюсПлюс» в Одесі у стандарті DVB-T2[37].
- 13 серпня — Перехід дніпропетровського суспільного «51 каналу» до мовлення у широкоекранному форматі зображення 16:9[38].
- 23 серпня
  - «Нова Волинь» і «ОДТ» отримали логотипи «UA: Волинь» та «UA: Одеса»[39].
  - Ребрендинг суспільної ТРК «Вінтера» та зміна логотипу на «UA: Вінниця».
  - Перехід павлоградського регіонального телеканалу «ПТРК» до мовлення у стандарті високої чіткості (HD).
- 24 серпня — Початок мовлення телеканалу «Місто» у Полтаві у стандарті DVB-T2 та перехід телеканалу до мовлення у широкоекранному форматі зображення 16:9[40].
- 30 серпня — Початок мовлення нової хмельницької регіональної МТРК «Місто»[41].
- 31 серпня — Перехід суспільного телеканалу «UA: Рівне» до мовлення у широкоекранному форматі зображення 16:9.
- Ребрендинг закарпатського регіонального «21 каналу» у «21 Ужгород»[42].

### Вересень
- 1 вересня
  - Початок мовлення телеканалу «Рада» у мультиплексі MX-5 цифрової ефірної мережі DVB-T2 на місці телеканалу «Вінтаж» та перехід каналу до цілодобового формату мовлення[43][44][45].
  - Відключення аналогового ефірного мовлення в Україні в зв'язку з повним переходом на цифрове ефірне мовлення в стандарті DVB-T2[46].
  - Запланований запуск компанією «1+1 Media» україномовної версії телеканалу «Spike», який так і не відбувся[47][48].
  - Зміна логотипу телеканалу «Караван TV».
  - Зміна логотипу і графічного оформлення телеканалу «112 Україна».
  - Початок мовлення телеканалу «Simon» у Харкові в MX-5 цифрової етерної мережі DVB-T2.
  - Перехід одеських регіональних телеканалів «А1» та «GTV» до мовлення у широкоекранному форматі зображення 16:9 та початок мовлення стандарті високої чіткості (HD).
  - Припинення мовлення львівської регіональної ТРК «Люкс».
- 9 вересня — Початок мовлення телеканалу «ІНТБ» у Тернополі у стандарті DVB-T2.
- 13 вересня — Припинення мовлення телеканалу «Херсон Плюс» у стандарті DVB-T2.
- 14 вересня — Зміна логотипу телеканалу «Прямий».
- 15 вересня — Початок мовлення нового дніпровського регіонального телеканалу «Відкритий».
- 17 вересня — Зміна графічного оформлення «5 каналу».
- 19 вересня — Початок мовлення телеканалу «Дитинець» у Чернігові у стандарті DVB-T2.
- 21 вересня — Зміна логотипу і графічного оформлення «4 каналу».
- 28 вересня — Початок мовлення телеканалу «Новий Чернігів» у Чернігові у стандарті DVB-T2.
- 29 вересня — Зміна графічного оформлення телеканалу «НЛО TV».
- Призупинення мовлення первомайського регіонального телеканалу «Олта»[49].

### Жовтень
- 1 жовтня
  - Ребрендинг суспільних телеканалів «Нова Волинь» і «ОДТ» та зміна логотипів на «UA: Волинь» та «UA: Одеса»[50].
  - Перехід суспільного телеканалу «UA: Волинь» до мовлення у широкоекранному форматі зображення 16:9[51].
  - Зміна логотипу і графічного оформлення телеканалу «UA: Перший».
  - Ребрендинг дніпровського телеканалу «Регіон» у «D1».
- 10 жовтня — Відновлення мовлення телеканалу «ТВі»[52][53].
- 13 жовтня — Перехід суспільного телеканалу «Буковина» до мовлення у широкоекранному форматі зображення 16:9[54].
- 18 жовтня — ТРК «Буковина» отримала логотип «UA: Буковина»[55].
- 22 жовтня — Зміна логотипу телеканалу «Рада».
- 25 жовтня — ТРК «Рось» отримала логотип «UA: Черкаси»[56].
- 29 жовтня — Перехід телеканалу «Milady Television» до мовлення у широкоекранному форматі зображення 16:9.

### Листопад
- 1 листопада — Запуск відеосервісом «Megogo» музичного телеканалу «Megogo LIVE»[57][58].
- 2 листопада — Початок мовлення нового одеського регіонального телеканалу «Olvia Sat».
- 5 листопада
  - Перехід телеканалу «Київ» до мовлення у широкоекранному форматі зображення 16:9.
  - Початок супутникового мовлення чернівецького регіонального телеканалу «ТВА»[59].
- 7 листопада — Початок тестового мовлення нового інформаційного телеканалу «НАШ» Євгена Мураєва на базі телеканалу «Maxxi TV»[60].
- 10 листопада — Початок мовлення нового регіонального телеканалу «Тернопіль 1».
- 14 листопада — Зміна логотипу «5 каналу»[61].
- 15 листопада — Початок супутникового мовлення запорізького регіонального телеканалу «TV5»[62].
- 16 листопада
  - Запуск компанією «Film.UA» нового телеканалу про здоров'я «36,6 TV»[63][64].
  - Зміна логотипу телеканалу «ТВі».
- 19 листопада — Початок повноцінного мовлення телеканалу «НАШ»[65].
- 22 листопада — Зміна логотипу і графічного оформлення телеканалу «Еспресо TV»[66].
- 23 листопада — «Тиса-1» отримала логотип «UA: Закарпаття»[67].
- 24 листопада — Зміна графічного оформлення телеканалу «ТВі».
- 26 листопада — Ребрендинг суспільного телеканалу «Буковина» та зміна логотипу на «UA: Буковина»[68].
- 28 листопада — Перехід суспільного телеканалу «UA: Вінниця» до мовлення у широкоекранному форматі зображення 16:9[69].
- 29 листопада — Припинення мовлення та закриття криворізького регіонального державного телеканалу «КДТ»[70].
- 30 листопада
  - Ребрендинг телеканалу «UA Music» у «4ever Music»[71].
  - Зміна логотипу і графічного оформлення телеканалу «Music Box Ukraine».

### Грудень
- 1 грудня — Ребрендинг суспільного телеканалу «Рось» та зміна логотипу на «UA: Черкаси»[72].
- 4 грудня — Перехід телеканалу «ECO TV» до мовлення у широкоекранному форматі зображення 16:9.
- 13 грудня — «ТТБ» отримала логотип «UA: Тернопіль»[73].
- 16 грудня — Ребрендинг суспільного телеканалу «Тиса-1» та зміна логотипу на «UA: Закарпаття»[74].
- 17 грудня — Перехід хмельницького суспільного телеканалу «Поділля-Центр» до мовлення у широкоекранному форматі зображення 16:9.
- 19 грудня — Початок мовлення телеканалу «Ільдана» у Черкасах у стандарті DVB-T2.
- Початок мовлення нового хмельницького регіонального телеканалу «Перший подільський».

## Без точних дат
- Весна — Перехід одеського регіонального телеканалу «Репортер» до мовлення у стандарті високої чіткості (HD).
- Ребрендинг одеського регіонального телеканалу «КТК» в «Olvia».
- Запуск на базі запорізького телеканалу «ВПТВ» нового запорізького регіонального телеканалу «ALEX.UA».
- Зміна логотипу телеканалу «Milady Television».
- Початок мовлення нового визирського регіонального телеканалу «ТІС».
- Початок мовлення нового регіонального телеканалу «ПравдаТУТ Біла Церква»[75].
- Початок мовлення нового балтського регіонального телеканалу «Зарен ТВ».
- Припинення мовлення та закриття балтського регіонального телеканалу «Примор'я»[76].
- Ребрендинг одеського регіонального телеканалу «Домашній» у «City TV».
- Початок мовлення нових одеських регіональних телеканалів «Репортер+» та «Моя Одеса».
- Ребрендинг білоцерківського регіонального телеканалу «Крокус-1» у «Крокус TV».
- Початок мовлення нового полтавського телеканалу «PTV» замість «Громадського телебачення Полтави».
- Початок мовлення нового регіонального телеканалу «Кременчук»[77].
- Відновлення мовлення броварського регіонального телеканалу «ЕКТА»[78].
- Припинення мовлення та закриття одеського регіонального телеканалу «Olvia Sat».
- Припинення мовлення та закриття заводського регіонального телеканалу «Астра ТВ»[79].
- Перехід полтавського регіонального телеканалу «Місто» до мовлення у стандарті високої чіткості (HD).
- Перехід телеканалу «ПравдаТУТ Київ» до мовлення у стандарті високої чіткості (HD).
- Початок повноцінного мовлення регіонального телеканалу «Донеччина TV».